# Pushing Hands
Pushing Hands (cinese: 推手; pinyin: tuī shǒu)  è il primo lungometraggio diretto da Ang Lee, è stato girato nel 1992.